# Robin Meyer-Lucht

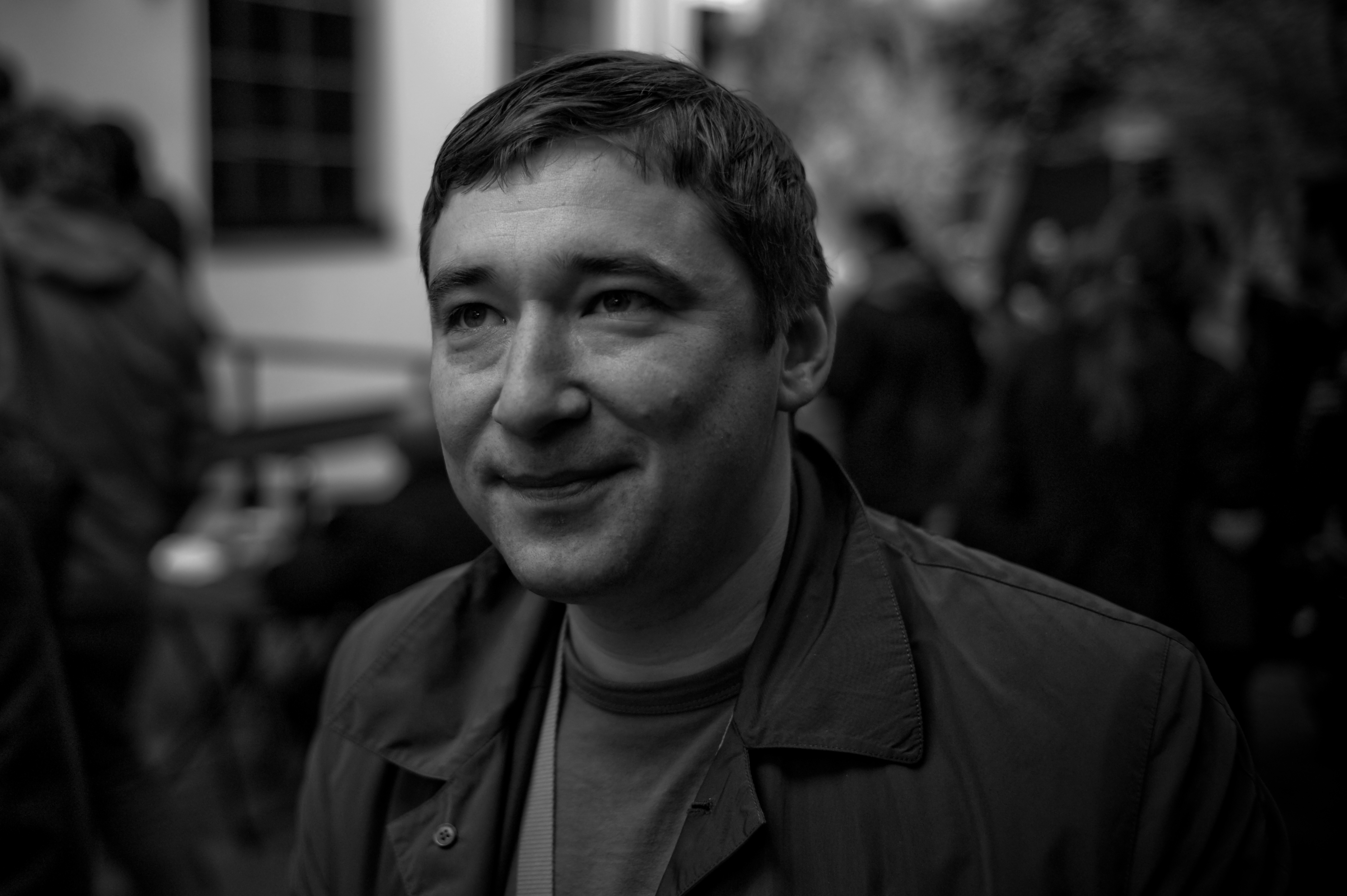
Robin Meyer-Lucht im April 2010

Robin Meyer-Lucht (* 21. Januar 1973; † 16. September 2011) war ein deutscher Journalist, Medienwissenschaftler und Unternehmensberater.  Ende 2008 gründete er die Online-Publikation Carta, die 2009 mit dem Grimme Online Award und 2011 mit dem Lead Award ausgezeichnet wurde. Er leitete bis zu seinem Tod das von ihm gegründete Berlin Institute, ein Forschungs- und Beratungsinstitut für den digitalen Medienwandel.

## Leben
Meyer-Lucht studierte in Hamburg, London und Berlin Wirtschafts-, Sozial- und Medienwissenschaften. Für seine Abschlussarbeit an der TU Berlin über kollaborative Filter erhielt er den Erwin-Stephan-Preis.
Der Promotion bei Peter Glotz am Institut für Medien- und Kommunikationsmanagement der Universität St. Gallen über die Wettbewerbsstrategien von Nachrichtensites folgte Anfang 2007 die Gründung des Berlin Institute. 
Im Jahr 2010 initiierte Meyer-Lucht eine Online-Petition beim Deutschen Bundestag für einen „offenen, abgaben- und diskriminierungsfreien Zugang zu Online-Angeboten“ (Netzneutralität).
Mitte September 2011 wurde auf sozialen Netzwerken eine Nachricht verbreitet, dass Meyer-Lucht vermisst werde, verbunden mit der Bitte, Angaben zu seinem Verbleib zu melden. Auch die Nachricht von seinem Auffinden und von seinem Tod, der mehrere Tage vorher eingetreten war, wurde am 21. September 2011 zuerst über soziale Netzwerke verbreitet (von den Bloggern Christoph Kappes und Mario Sixtus). Nähere Angaben zur Todesursache gab es nicht.
In seinem Nachruf schrieb Andreas Grieß, Meyer-Lucht habe „meist“ Positionen vertreten, „mit denen sich ein Großteil der deutschen Internet-Aktivisten identifizieren konnte. Er war jedoch nie ein typischer Blogger, auch wenn er in der Szene große Beachtung fand. Seine Texte waren häufig eher fundierte Aufsätze. Mit Sprachwitz und klarer Meinung gelang es Robin Meyer-Lucht trotzdem, oder vielleicht gerade deswegen, eine wichtige Rolle in der deutschsprachigen Blogosphäre einzunehmen.“ Christoph Kappes wies darauf hin, sein Autorenblog Carta habe immer wieder Themen gesetzt und „als Scharnier zwischen den Mediengattungen und als Diskursplattform“ gedient. Thierry Chervel schrieb, „hinter der eleganten Fassade verbarg sich kein Karrierist. Robin war ein Nonkonformist.“

### Sonstiges
Ab Januar 2011 machte Meyer-Lucht Werbung für den Telekommunikationsdienstleister E-Plus.

## Schriften (Auswahl)
- Nachrichtensites im Wettbewerb. Analyse der Wettbewerbsstrategien von vier deutschen Online-Nachrichtenagenturen. R. Fischer, München 2005, ISBN 978-3-88927-374-1 (zugl. Dissertation, Universität St. Gallen 2005).
- Journalistische Online-Angebote. Zur Genese einer neuen Mediengattung. In: Peter Glotz (Hrsg.): Online gegen Print. Zeitung und Zeitschrift im Wandel. UVK-Verlag, Konstanz 2008, ISBN 978-3-89669-443-0, S. 26–45.